# Walter Schiff
Walter Karl Schiff (geboren 2. Juni 1866 in Wien, Kaisertum Österreich; gestorben 1. Juni 1950 in Wien) war ein österreichischer Statistiker, Soziologe und Politischer Ökonom.

## Ausbildung und Beruf
Walter Schiff besuchte die Volksschule und das Gymnasium (Staatsgymnasium IX.) in Wien und legte 1884 die Matura mit Auszeichnung ab. Er studierte im Anschluss Rechtswissenschaften an der Universität Wien und promovierte 1889 sub auspiciis Imperatoris zum Dr. jur. Zwischen 1891 und 1892 bildete er sich am Staatswissenschaftlichen Seminar der Universität Straßburg weiter. 1899 habilitierte sich Schiff in Politischer Ökonomie und Statistik an der Universität Wien, 1900 folgte die Umhabilitierung für Verwaltungs- und Rechtslehre an der Hochschule für Bodenkultur Wien. An dieser Universität habilitierte er sich 1901 für Volkswirtschaftslehre und Statistik. 1910 wurde Schiff außerordentlicher Universitätsprofessor und 1914 ordentlicher Universitätsprofessor der Politischen Ökonomie an der Universität Wien.
Schiff absolvierte zwischen 1892 und 1892 sein Gerichtsjahr in Wien. In den Jahren 1894 bis 1897 leistete Schiff Assistenzdienst bei der k.k. Statistischen Zentral-Kommission unter Karl Theodor von Inama-Sternegg und war in dieser Funktion auch im Statistischen Seminar der Universität Wien tätig. Zwischen 1908 und 1919 arbeitete Schiff als Beamter des Arbeitsstatistischen Amts im k.k. Handelsministerium in Wien unter Viktor Mataja und war von 1919 bis 1922 als Ministerialrat Vizepräsident des Bundesamts für Statistik. 1922 wurde er nach dreißig Jahren im Staatsdienst pensioniert. Dennoch war er von 1923 bis 1934 als Statistischer Konsulent leitender Beamter des Statistischen Amts der Stadt Wien.
Schiff war zudem in der Volksbildung tätig und war Mitbegründer und leitender Vizepräsident des 1901 gegründeten „Volksheims Ottakring“. An der dort errichteten Volkshochschule unterrichtete Schiff ab 1909 als Fachreferent für Staats- und Rechtswissenschaften, von 1931 bis 1934 war er zudem geschäftsführender Leiter des Volksheims Ottakring. Zudem gründete er 1912  mit Anna Postelberg das private „Mädchengymnasiums für erweiterte Frauenbildung“ in der Albertgasse, Wien-Josefstadt. Er initiierte zudem 1914 öffentliche Ausspeisungen für arme Menschen, die 1918 als Wiener öffentliche Küchen fortgeführt wurden. 1928 trat er der Sozialdemokratischen Arbeiterpartei Österreichs bei und war ab 1934 Mitglied der zu diesem Zeitpunkt illegalen Kommunistischen Partei Österreichs. Zudem wirkte Schiff von 1930 bis 1934 als Vorsitzender des „Antikriegskomitees“ und war Zweiter Präsident des „Bundes der Freunde der Sowjetunion“. Des Weiteren war Schiff 1933 führend im „Dimitroff-Komitee“ und für die „Rote Hilfe“ der Kommunistischen Partei aktiv. Nach der Niederschlagung des Februaraufstandes wurde Schiff 1934 aus allen beruflichen Ämtern entlassen. Schiff stellte jedoch in der Folge seine Wohnung als Treffpunkt der illegalen Kommunisten und Revolutionären Sozialisten zur Verfügung.

## Privates und Exil

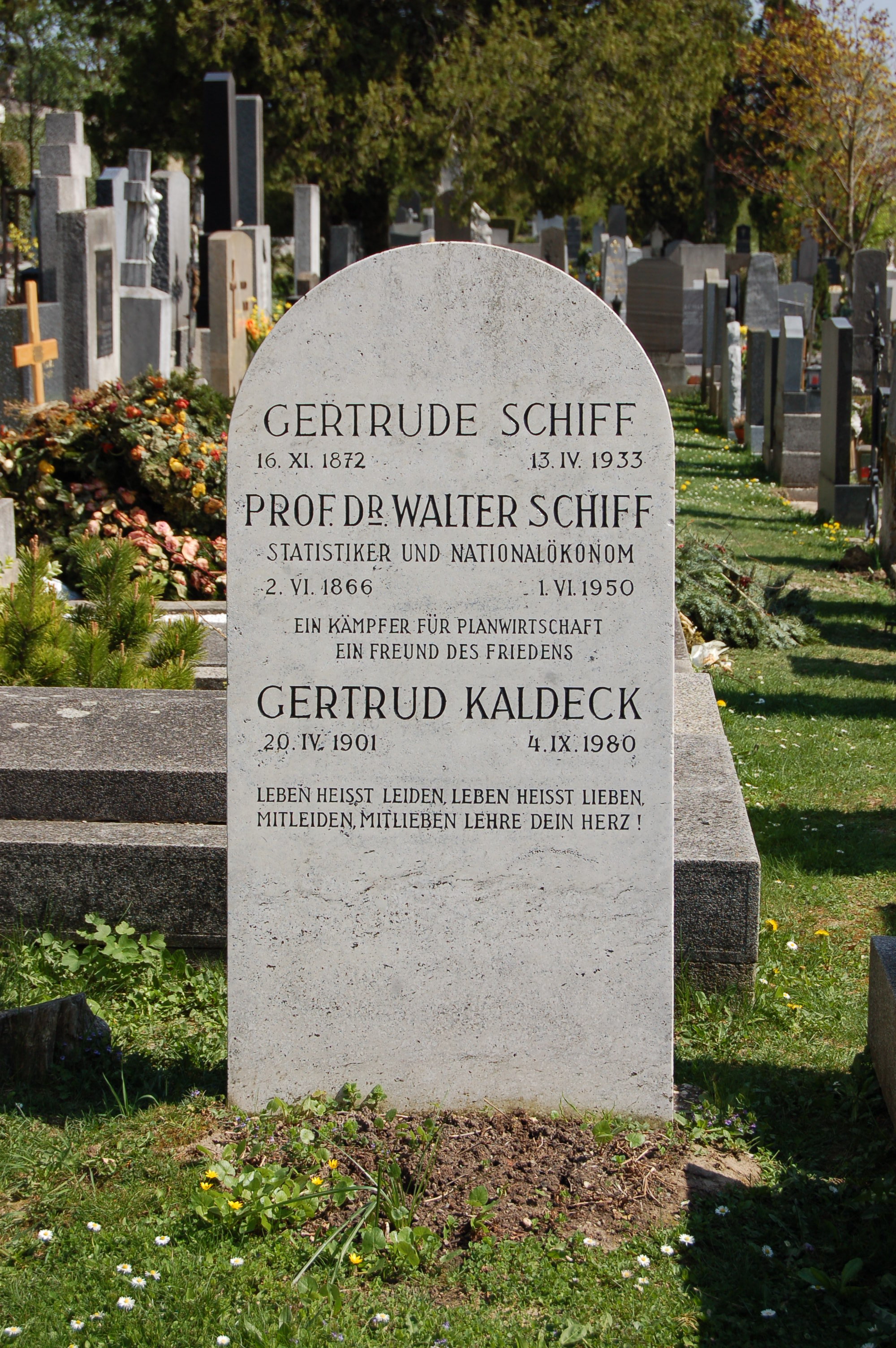
Grabmal auf dem Heiligenstädter Friedhof

Walter Schiff wuchs als viertes von sechs Kindern des Kaufmanns und Inhabers einer Wäschewarenfirma Max Schiff und dessen Ehefrau Caroline, geborene Schlesinger, auf. Schiff trat 1893 zum römisch-katholischen Glauben über und nahm in der Folge den Namen Walter Karl Schiff an. Er heiratete 1897 seine  Cousine, die Kaufmannstochter Alice Friederike, und wurde Vater von vier Kindern. Schiff flüchtete im März 1938 zu seiner Tochter Käte nach Großbritannien und lebte in der Folge in London und ab 1939 in Birmingham. Er lebte dort bis zu seinem Tod mit seiner Jugendfreundin Anna Postelberg. Im Exil war Schiff in zahlreichen Exilorganisationen aktiv. Er arbeitete in der österreichischen Flüchtlingsorganisationen mit, war Mitglied und später Vorsitzender des „Council of Austrians in Great Britain“ sowie ab Mai 1940 Ehrenpräsident des „Austrian Centre“. Zudem war Schiff Gründungsmitglied des „Free Austrian Movement“, Mitglied des Austrian „P.E.N.“ und war im Dezember 1941 Mitunterzeichner der „Deklaration österreichischer Vereinigungen in Großbritannien“. Schiff kehrte Anfang März 1950 schwer an Krebs erkrankt nach Wien zurück, wo er verstarb. Nach seinem Tod wurde Schiff auf dem Heiligenstädter Friedhof beigesetzt.